# A leprások 1321-es összeesküvése

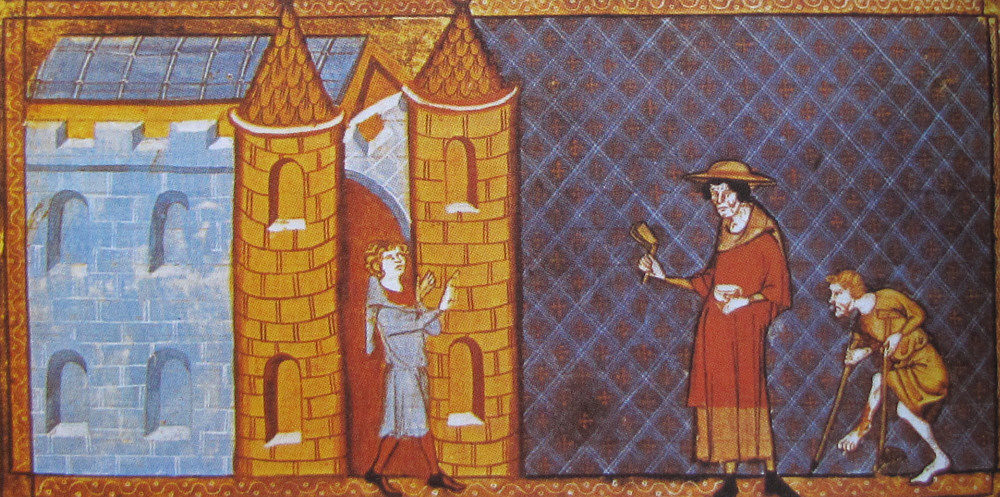
Kettő leprás elutasított belépése a városba

A leprások összeesküvése a francia leprások 1321-es összeesküvése volt, melynek célja betegségük terjesztése volt a vízkészletek, köztük a kútvíz méreggel és porokkal történő megfertőzésével. Solomon Grayzel amerikai történész szerint a leprások voltak a középkorban a leginkább bántalmazott népcsoport: kiűzték őket a településekről, és vadállatként kezelték őket, mivel széles körben elterjedt a hit, hogy betegségük rendkívül fertőző. Más történészek azonban vitatták ezt a nézetet, rámutatva, hogy a leprások gyakran közösségeken belül, leprásházakban (leprosaria) éltek, és jótékony adományokból tartották fenn őket.
Ahogy az állítólagos összeesküvés előrehaladt, a zsidókat és a muszlimokat is bevonták az ügybe, ami ürügyet adott a helyi hatóságoknak mind a zsidó, mind a leprás közösségek megtámadására. A hisztéria gyorsan átterjedt a szomszédos birodalmakra, leginkább az Aragóniai Koronára.

## Franciaország
1321 tavaszán egy összeesküvésről szóló pletykák rémülettel töltötték el Dél-Franciaország népét. A leprásokat megkínozták, végül pedig vallomásokat kényszerítettek ki tőlük. Kezdetben csak a leprásokat okolták, de később, 1321 júniusában kijelentették, hogy a leprások zsidók utasítására cselekedtek, akiket viszont a spanyol muszlimok megvesztegettek, hogy „megmérgezzék Európa keresztény lakosságát”. A leprás Johan de Bosco 1321. május 16-án Regale Ville tisztviselőinek tett vallomásában azt állítja, hogy Geraldus, az alterquei leprás és leprakórház proktora, egy zacskónyi port hozott, és megparancsolta neki, hogy tegye azokat ivókutakba és folyókba, hogy aki belőlük iszik, meghaljon vagy leprássá váljon.
Jacques Fournier, Pamiers püspökének (akit később XII. Benedek pápává választottak) feljegyzései tartalmazzák Guillaume Agasse, a pamier-i leprásotthon vezetőjének 1321. június 9-i vallomását. Agasse azt mondta, hogy "50 vagy 60" képviselő, vezető és leprás házak lelkésze Franciaország-szerte találkozott egy helyen, és összeesküdtek, hogy megmérgezik a lakosságot Granada muszlim királyának segítségével. Azt állították, hogy a családfőknek meg kell tagadniuk „Krisztus hitét és törvényét”, és cserébe ők nekik kell, hogy uralják azokat a helyeket, amelyeket a házaik szolgáltak.
Az állítólagos összeesküvés az előző évi Pásztorok Keresztes Hadjárata nyomán virágzott fel, amelynek során fiatal vidéki férfiak és nők csőcseléket vertek, és megtámadták a zsidókat Franciaországban és a szomszédos Aragóniai Koronában, annak ellenére, hogy XXII. János pápa, V. Fülöp francia király és II. Jakab aragóniai király azt parancsolta hogy áljanak meg. Már 1320-ban néhány elfogott, majd felakasztott „keresztes” azt állította, hogy rothadt kenyérrel teli hordókat találtak egy lepráskolónia (valószínűleg Le Mas-d'Agenais közelében) kifosztása közben, és egy feltűnően szokatlan vádat fogalmaztak meg, azt állítva, hogy a leprások a kenyeret arra szánták, hogy mérgeket készítsenek elő a kútvíz szennyezésére. Az 1321-es erőszakot kiváltó pletykák itt kezdődhettek. Míg a Pásztorok Keresztes Hadjáratát lázadók vezették, a leprások üldözését a városi hatóságok szervezték meg, így az igazságszolgáltatási jellegű volt, bár törvényen kívüli (a bírói hatalom királyi privilégium volt).
Fülöp király egy regionális körúton volt, amikor a történetek elkezdtek terjedni. Nehéz pozícióban találta magát nyíltan sem helyeselhette, sem elítélhette a megállíthatatlan üldöztetést, mivel az előbbi további erőszakhoz vezetett volna, míg az utóbbi aláásta volna a tekintélyét. Bernard Gui dominikánus inkvizítort bízták meg széleskörű nyomozás lefolytatásával. Június 21-én Fülöp rendelettel elrendelte, hogy minden leprást börtönözzenek be és kínzással vizsgáljanak ki. A bűnösnek találtakat máglyán kellett megégetni. Mivel bűncselekményeiket felségsértésnek nyilvánították, a leprások vagyonát a Korona elkobozta. Sajnos Fülöp számára sok helyi úr már kivégezte a leprásokat és elkobozta a javaikat. A bárók, prelátusok és nemesek – akik azt állították, hogy ősi szokás szerint joguk van leprabüntetést alkalmazni és azonnal lépéseket tenni az összeesküvők ellen – meggyőzték, hogy egy második rendelettel, augusztus 18-án engedjen engedményt és fogadja el tetteiket.

## Aragónia
A leleplezett összeesküvés híre gyorsan elterjedt a szomszédos királyságokban. Jakab unokatestvére, Mallorca Sancho királya egy június 2-án kelt levelében tájékoztatta őt a franciaországi helyzetről, de Jakab közel egy hétig tanácskozott az összeesküvésről. A francia leprások, akik – ahogy Jakab a tisztviselőinek írt levelében fogalmazott – az „igazságos csapás” elől menekültek, már menedéket kerestek birodalmában. Óvatosan elrendelte az összes leprás külföldi letartóztatását és deportálását, miközben a zsidókat nem említette. Június 27-re James meggondolta magát, és egy keményebb megközelítést választott. Nemcsak a betegek lefoglalását, poraik megsemmisítését és kínzással történő kihallgatását rendelte el, hanem a nem leprás külföldiek letartóztatását és kiutasítását is, „mivel nehéz, sőt lehetetlen felismerni és azonosítani őket”. Helyi inkvizíciókat hoztak létre Manresában, Ejea de los Caballerosban, Huescában, Montblanc-ban, Tarazonában és Barcelonában. Akik bevallották, azokat máglyára küldték. A lepratelepeket megtámadták, és javaikat lefoglalták, beleértve a Santa Maria de Cervera templomhoz tartozó ősi lepratelepet is.
Egy feltételezett leprást valószínűleg inkább rémült laikusok vizsgáltak meg és diagnosztizáltak a betegséggel, mint tapasztalt orvosok. Egy évvel a rémhír után egy Amonant nevű orvos úgy döntött, hogy Gaskóniából Aragóniába költözik, de Huescában letartóztatták, és azzal vádolták, hogy leprás, és meg akarja mérgezni az ivóvizüket. Az orvos James király fiához , Alfonzhoz fordult, akit a helyi orvosok megvizsgáltak, és megerősítették, hogy nem fertőzött. A ijedtében úgy döntött, hogy elhagyja Aragóniát. Az eset valószínűleg egyike volt azon sok eseménynek, amelyek elősegítették a lepra orvosi diagnózisának felállítását.

## Utóhatás
Kétségek merültek fel azzal kapcsolatban, hogy a leprások cselszövése valódi volt-e vagy sem, mindez nem sokkal a leprások 1321. júniusi, júliusi és augusztusi franciaországi üldözése után történt. Azokat a limoges-i leprásokat, akiket augusztus 27-én a királyi rendeletre válaszul megbélyegeztek és bezártak, csak egy hónappal később engedték szabadon, annak ellenére, hogy eredetileg a fogva tartásnak életük végéig kellett volna tartania. Az eredeti vádakat már korábban is megkérdőjelezték. A zsidókat továbbra is üldözték, de a leprások általi vízmérgezéssel kapcsolatos utalásokat egyre szkeptikusabban kezelték, és az „azt mondják, hogy” kifejezés egyre gyakrabban jelent meg a hivatalos feljegyzésekben. 1338-ban XII. Benedek pápa bullát adott ki válaszul a toulouse-i leprások kéréseire, hogy támogassák az összeesküvés során törvénytelenül elkobzott javak, köztük ingatlanok és földek visszaszerzését. A pápa azt mondta, hogy a leprásokat a bíróság már „ártatlannak és bűntelennek” ismerte el a vádolt bűncselekmények tekintetében, ezért kártérítés jár nekik. A pápa ugyanaz a Jacques Fournier volt, aki húsz évvel ezelőtt Agassa egyik kihallgatója volt.

## Fordítás
Ez a szócikk részben vagy egészben  a(z)   1321 lepers' plot című angol Wikipédia-szócikk ezen változatának fordításán alapul.  Az eredeti cikk szerkesztőit annak laptörténete sorolja fel. Ez a jelzés csupán a megfogalmazás eredetét és a szerzői jogokat jelzi, nem szolgál a cikkben szereplő információk forrásmegjelöléseként.